# Florence, Arizona
Florence je gradić u američkoj saveznoj državi Arizona. Prema popisu stanovništva iz 2010. u njemu je živjelo 25,536 stanovnika.